# Опочка (Нижньосілезьке воєводство)
Опочка (пол. Opoczka, нім. Esdorf) — село в Польщі, у гміні Свідниця Свідницького повіту Нижньосілезького воєводства.
Населення — 248 осіб (2011).
У 1975-1998 роках село належало до Валбжиського воєводства.

## Демографія
Демографічна структура станом на 31 березня 2011 року:
|          | Загалом | Допрацездатний вік | Працездатний вік | Постпрацездатний вік |
| -------- | ------- | ------------------ | ---------------- | -------------------- |
| Чоловіки | 125     | 28                 | 86               | 11                   |
| Жінки    | 123     | 20                 | 78               | 25                   |
| Разом    | 248     | 48                 | 164              | 36                   |